# 米沙鄢群島
米沙鄢群島（本地發音：[kabiˈsajʔan]，發音：[kɐbɪsɐˈjaʔan]，又譯維薩亞斯群島、比沙雅群島或未獅耶群島）位於菲律賓中部，是當地三大島群之一。東鄰菲律賓海，西鄰蘇祿海，北有呂宋島，南有民答那峨島，由數百個島嶼組成，最大的六個島嶼由東到西分別是薩馬島、雷伊泰島、保和島、宿霧島、內格羅斯島以及班乃島，最大城市為宿霧市。米沙鄢政区面积56607平方公里。產糖和椰子。